# Federação Guineense de Voleibol
A Federação Guineense de Voleibol  (em francêsːFédération guineenne de Volley-Ball, FGVB) é  uma organização fundada em 1961 que governa a prática de voleibol na Guiné, sendo membro da Federação Internacional de Voleibol e da Confederação Africana de Voleibol, a entidade é responsável por  organizar  os campeonatos nacionais de  voleibol masculino e feminino no país.